# Paul Kling (Politiker)

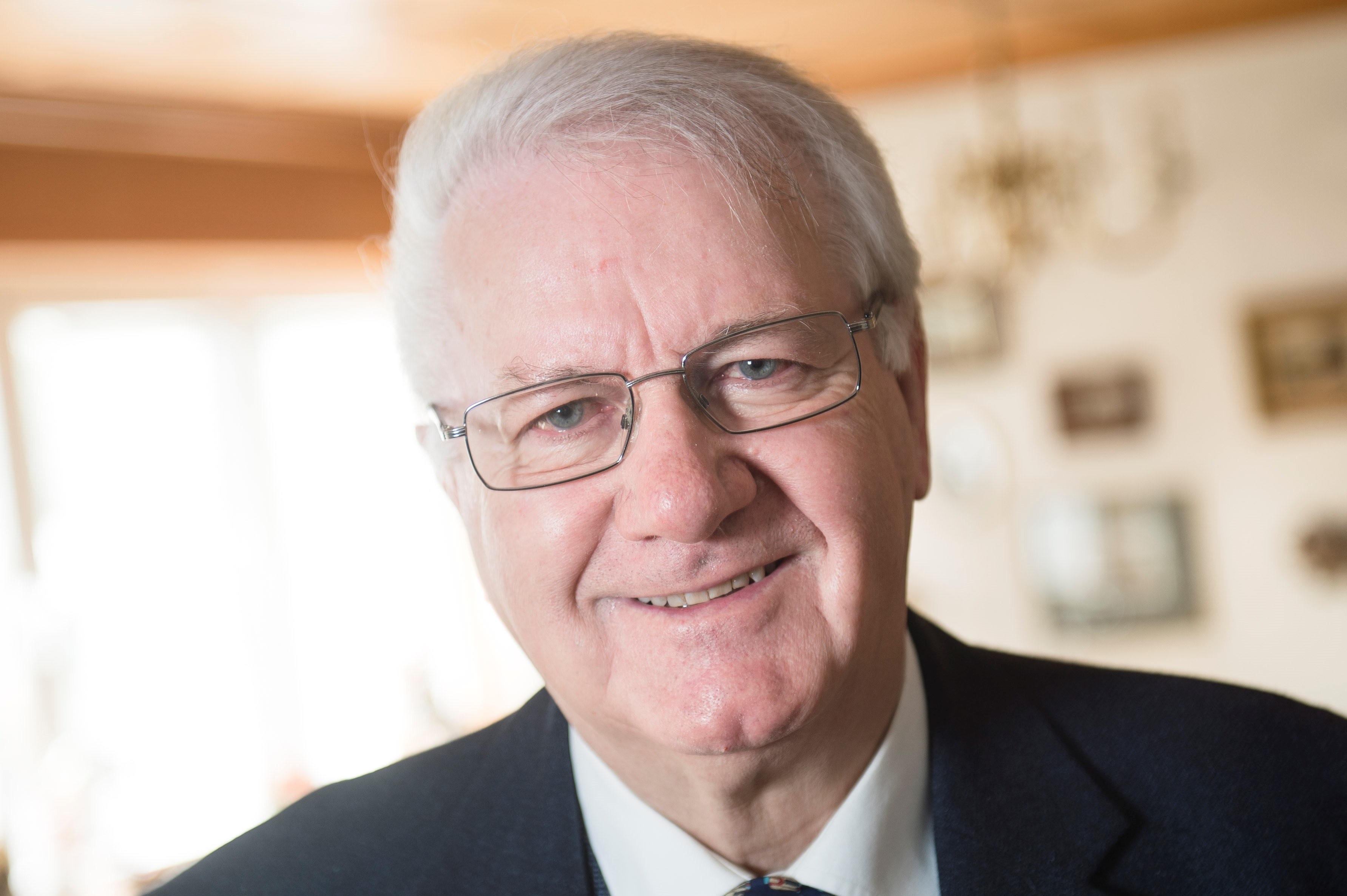
Paul Kling (2013)

Paul Kling (* 4. Juli 1936 in Nördlingen) ist ein deutscher Politiker (CSU) und war von 1982 bis 2006 Oberbürgermeister von Nördlingen.

## Leben und Wirken
Paul Kling wurde 1936 in Nördlingen geboren und wuchs in der Bergmühle auf – einem Sägewerk am westlichen Stadtrand von Nördlingen. Seine Eltern betrieben neben dem Sägewerk auch eine kleine Landwirtschaft. Aufgrund der Kriegswirren begann seine Schulzeit erst im Jahr 1945. Anschließend besuchte er die Realschule und wechselte später auf das humanistische Gymnasium in Nördlingen. 1954 legte er dort sein Abitur ab.
Das anschließende Studium der Altphilologie (Latein und Altgriechisch) sowie Germanistik an der Ludwig-Maximilians-Universität München schloss er 1959 mit dem Staatsexamen ab. Nach dem Lehramtsreferendariat am Maximiliansgymnasium München, das durch einen einjährigen Einsatz an der Zweigschule des Gymnasiums Weilheim unterbrochen wurde, trat er 1961 in den bayerischen Staatsdienst ein.
Als Lehrer war er am Theresien-Gymnasium München (1961/62), am Werdenfels-Gymnasium Garmisch-Partenkirchen (1962–1966) und am Theodor-Heuss-Gymnasium Nördlingen (1966–1982) tätig. Dort schied er als Studiendirektor aus dem bayerischen Staatsdienst aus.
Sein politischer Werdegang begann 1954 mit dem Eintritt in die CSU und die Junge Union. Den Ortsverband der Jungen Union leitete er von 1959 bis 1962. Anschließend war er bis 1966 Kreisvorsitzender der JU im Landkreis Garmisch-Partenkirchen. Nach seiner Rückkehr nach Nördlingen übernahm er von 1966 bis 1972 den Orts- und Kreisvorsitz der JU Nördlingen und im Ries.
Von 1972 bis 1982 war Kling Mitglied des Stadtrats Nördlingen und Sprecher der CSU-Fraktion. Zudem war er von 1972 bis 2008 Mitglied des Kreistages im Donau-Ries – zunächst bis 1996 als stellvertretender Vorsitzender der CSU/Junge-Bürger-Fraktion, danach bis 2008 als deren Vorsitzender. Das Amt des Oberbürgermeisters von Nördlingen hatte er von 1982 bis 2006 inne.
Dem schwäbischen Bezirkstag gehörte Kling von 1990 bis 2003 an – von 1989 bis 2003 als dessen stellvertretender Bezirkstagspräsident.

## Ehrenamtlicher Einsatz
- 1969–1978 Vorsitzender des Pfarrgemeinderats der katholischen Kirchengemeinde St. Salvator Nördlingen
- 1974–1982 Vorsitzender des Dekanatsrats des katholischen Dekanats Nördlingen
- 1984–2006 Mitglied des Landesdenkmalrats
- 1986–2006 Vorsitzender des Industrie- und Wirtschaftsförderverbandes Bayrisches Ries e.V.
- 1982–2006 Vorsitzender des Rieser Touristikverbandes
- 1991–2006 Vorsitzender der bayerischen Rieswasserversorgung
- 1996–2021 Vorsitzender der Lebenshilfe Donau-Ries[1]
- 2007–2022 Vorsitzender des Vereins „Freundes- und Förderkreis Stiftungskrankenhaus Nördlingen“

## Ehrungen
- 1995 Bundesverdienstkreuz am Bande
- 2002 Bayerische Sparkassenmedaille in Gold
- 2003 Bayerischer Verdienstorden[4]
- 2003 Bezirksmedaille des Bezirks Schwaben
- 2005 Kommunale Verdienstmedaille in Silber[4]
- 2006 Ehrenbürger der Stadt Nördlingen[5]
- 2006 Rieser Heimatpreis der Raiffeisen-Volksbank Ries[6]
- 2006 Bayerische Verfassungsmedaille in Silber

## Schriften
- Die Christlich-Soziale Union Nördlingen – Ein Beitrag zur Regionalgeschichte 1945 bis 2020. Zusammen mit Bernd Lerch und Wilfried Sponsel, 2024.